# Mistrzostwa świata w żeglarstwie lodowym
Pierwsze mistrzostwa świata w żeglarstwie lodowym kl. DN (bojery) odbyły się w amerykańskiej miejscowości w stanie Michigan Gull Lake w 1973 roku. Organizacją mistrzostw zajmuje się IDNIYRA – Międzynarodowy Związek Żeglarstwa Lodowego z siedzibą w Detroit.
Polska 5-krotnie była organizatorem mistrzostw świata w żeglarstwie lodowym (2-krotnie w Zegrzu i Krynicy Morskiej, a 2008 roku w ...czeskiej miejscowości Lipno nad Vltavou na jeziorze Lipno).

## Medaliści mistrzostw świata w żeglarstwie lodowym klasyDN
| Rok i miejsce            | Zwycięzca             | 2. miejsce            | 3. miejsce        |
| ------------------------ | --------------------- | --------------------- | ----------------- |
| 1973 Gull Lake           | Ain Wilde             | Randy Johnson         | Ian Gougeon       |
| 1974 Zegrze              | Timithy Woodhouse     | Endel Vooremaa        | Vello Kuusk       |
| 1975 Saginaw Bay         | Ian Gougeon           | J.R.Watson            | Timithy Woodhouse |
| 1976 Stora Värten        | Romuald Knasiecki     | Zbigniew Stanisławski | Ed Kraft          |
| 1977 St. Michaels        | Henry Bossett         | Zbigniew Stanisławski | Ian Gougeon       |
| 1978 Krynica Morska      | Bogdan Kramer         | Endel Vooremaa        | Vello Kuusk       |
| 1979 Champlain           | Piotr Burczyński      | Harald Stūrz          | Stanisław Macur   |
| 1980 Västerås            | Matti Kuulmann        | Kunno Kalk            | Vello Kuunsk      |
| 1981 Hamilton Bay        | Henry Bossett         | Ian Gougeon           | Piotr Burczyński  |
| 1982 Klein Witternsee    | Ian Gougeon           | Ron Sherry            | Endel Vooremaa    |
| 1983 Trenton             | Henry Bossett         | Piotr Burczyński      | Stanisław Macur   |
| 1984 Krynica Morska      | Tiit Haagma           | Endel Vooremaa        | Matti Kuulmann    |
| 1985 Barnagat Bay        | Ian Gougeon           | Michael O’Brien       | Bogdan Kramer     |
| 1987 Lake St. Clair      | Michael O’Brien       | Henry Bossett         | Stanisław Macur   |
| 1988 Leningrad           | Michael O’Brien       | Piotr Burczyński      | Andreas Bock      |
| 1989 Lake Champlain      | Michael O’Brien       | Tiit Haagma           | Ian Gougeon       |
| 1990 Arsunda             | Władysław Stefanowicz | Vaiko Vooremaa        | Rene Kuulmann     |
| 1991 Bay City            | Ian Gougeon           | Ron Sherry            | Henry Bossett     |
| 1992 Arsunda             | Karol Jabłoński       | Peter Hill            | Ron Sherry        |
| 1993 Jezioro Geneva      | Jeff Kent             | Karol Jabłoński       | Ron Sherry        |
| 1994 Zegrze              | Andreas Bock          | Karol Jabłoński       | Bernd Zeiger      |
| 1995 Montreal            | Karol Jabłoński       | Piotr Burczyński      | Michael O’Brien   |
| 1996 Jezioro Nezyderskie | Karol Jabłoński       | Thomas Karlsson       | Stefan Järund     |
| 1997 Detroit             | Karol Jabłoński       | Ron Sherry            | Bernd Zeiger      |
| 1998 Jakobstad           | Ron Sherry            | Dan Shutte            | Piotr Burczyński  |
| 1999 Montreal            | Ron Sherry            | Bernd Zeiger          | Michał Burczyński |
| 2000 Vingaker            | Karol Jabłoński       | Ron Sherry            | Akke Lux          |
| 2001 Bay City            | Karol Jabłoński       | Bernd Zeiger          | Tomas Gross       |
| 2002 Haapsalu            | Ron Sherry            | Karol Jabłoński       | Michał Burczyński |
| 2003 Lake Champlain      | Karol Jabłoński       | Thomas Karlsson       | Ron Sherry        |
| 2004 Balatonfüred        | Thomas Karlsson       | Karol Jabłoński       | Ron Sherry        |
| 2005 Lake Mendota        | Ron Sherry            | Tomas Lindgren        | Matt Struble      |
| 2006 Säkylä              | Michał Burczyński     | Łukasz Zakrzewski     | Matt Struble      |
| 2007 Green Bay           | Matt Struble          | Thomas Lindgren       | Bernd Zeiger      |
| 2008 Lipno nad Vltavou   | Matt Struble          | Łukasz Zakrzewski     | Andreas Bock      |
| 2009 Torch Lake          | Matt Struble          | Ron Sherry            | Bernd Zeiger      |
| 2010 Jezioro Nezyderskie | Michał Burczyński     | Adam Baranowski       | Łukasz Zakrzewski |
| 2011 Senachwine          | Ron Sherry            | Michał Burczyński     | Łukasz Zakrzewski |
| 2012 Jezioro Hjälmar     | Tomasz Zakrzewski     | Karl-Hannes Tagu      | Hans Ebler-Hansen |
| 2013 Jezioro Pepin       | Tomasz Zakrzewski     | Robert Graczyk        | John Dennis       |
| 2014 Haapsalu            | Karol Jabłoński       | Michał Burczyński     | Tomasz Zakrzewski |
| 2015 jezioro Ontario     | Karol Jabłoński       | Robert Graczyk        | Michał Burczyński |
| 2016 jezioro Glan        | Karol Jabłoński       | Michał Burczyński     | Vaiko Vooremaa    |
| 2017 jezioro Kegonsa     | Karol Jabłoński       | Matt Struble          | Michał Burczyński |
| 2018 jezioro Wielimie    | Karol Jabłoński       | Robert Graczyk        | Łukasz Zakrzewski |
| 2020 jezioro Orsasjon    | Łukasz Zakrzewski     | Karol Jabłoński       | Anton Didienko    |

## Medaliści mistrzostw świata w żeglarstwie lodowym klasaMonotyp XV
| Rok i miejsce  | Zwycięzca                            | 2. miejsce                    | 3. miejsce                      |
| -------------- | ------------------------------------ | ----------------------------- | ------------------------------- |
| 2008 Sandviken | Wadim Bichler, Kiriłł Iwanow         | Peeter Siniväli, Rein Leitmaa | Bernhard Rost, Håkan Wersäll    |
| 2009 Niegocin  | Wadim Bichler, Aleksandr Wostronosow | Peeter Siniväli, Rein Leitmaa | Igor Bolszakow, Kiriłł Kapustin |